# Мешчорска низина
Мешчо̀рската низина (Мешчора) (на руски: Мещëрская низменность, Мещëра) е обширна низина в централната част на Източноевропейската равнина, простираща се в източната част на Московска, южната част на Владимирска и северната част на Рязанска област в Русия. Разположена е между реките Клязма (ляв приток на Ока) на север, Москва (ляв приток на Ока) на югозапад, Ока (десен приток на Волга) на юг, и Судогда (десен приток на Клязма) и Колп (ляв приток на Ока) на изток.
Мешчорската низина е типична зандрова равнина с височина от 80 – 100 m на юг до 120 – 130 m на север, създадена от дейността на речните и ледниковите води през антропогенното заледяване. Заема част от Московската синеклиза на юг от нейната ос. Повърхността ѝ е изградена от водно-ледникови и речни пясъци и глини, лежащи върху моренни наслаги с по-стара възраст или върху основни скали (карбонски варивици и глини, а в центъра – върху юрски глини и кредни пясъчници). Релефът е плосък, равнинен с наличие на речни тераси и еолични форми.
Климатът е умереноконтинентален. Средна януарска температура –10 °C, –11 °C, средна юлска – 18 °C. Годишната сума на валежите намалява на югоизток от 530 mm до 450 mm. Речната мрежа е рядка, а долините на реките са заблатени. Реките – Бужа, Цна, Поля, Гус, Пра и др. имат бавно течение. Изобилие от езера (Шатурски, Спас-Клепиковски) и блата. Почвите са предимно подзолисти. Повече от 50% от площта ѝ е заета от смесени гори: по песъчливите райони – борови, а по долините на реките Клязма и Ока – ливади и пасища. Най-характерната особеност за природата на Мешчорската низина е господството на горския (полески) тип ландшафт, сред който като отделни острови са разхвърлени оголени пространства с льосовидна и песъчливо-глинеста покривка. Разработват се находища на торф и кварцитни пясъци.

## Национален атлас на Русия
- Централната част на Европейска Русия[2]